# کد چندریخت
کد چندریخت (پلی‌مورفیک) بدافزاری رایانه‌ای است که به لحاظ ظاهری شبیه کد نیمه‌چندریخت (الیگومورفیک) است.
هر دو، از نوع بدافزارهای کدشده هستند و هر دو حلقهٔ رمزگشایی‌شان را در هر آلوده‌سازی جدید تغییر می‌دهند. اما بدافزار چندریخت، تعداد نامحدودی حلقهٔ رمزگشایی دارد. به عنوان مثال، ویروس Tremor نزدیک به شش میلیارد حلقهٔ رمزگشایی مختلف دارد!  واضح است که امکان ندارد که بدافزارهای چندریخت را با لیست‌کردن و در نظر گرفتن همهٔ حالتهای ممکن جستجو و کشف کرد.
از جمله بدافزارهای چندریخت می‌توان از تروجان Emotet نام برد.